# Aenga laht
Aenga (est. Aenga laht) – jezioro na wyspie Sarema w gminie Valjala w prowincji Saare w Estonii. Położone jest około na południowy zachód od miejscowości Oessaare. Ma powierzchnię 16,8 hektara, średnią głębokość 0.9 m, a maksymalną 1,5. Znajduje się ono na terenie rezerwatu Laidevahe looduskaitseala. Sąsiaduje z jeziorem Põldealune laht. W rejestrze Keskkonnaregistri avalik teenus posiada numer VEE2079600.